# Copa Mundial de Fútbol Sub-20 de 2023
La Copa Mundial Sub-20 de la FIFA Argentina 2023 fue la XXIII edición de la Copa Mundial de Fútbol Sub-20. Se disputó en Argentina entre el 20 de mayo al 11 de junio de 2023. En el certamen participaron jugadores nacidos a partir del 1 de enero de 2003.

## Elección de la sede
El torneo se iba a realizar en 2021; aunque finalmente fue reprogramado a 2023 e Indonesia fue confirmado como sede. Sin embargo, el 29 de marzo de 2023 la FIFA retiró la sede al país, debido a protestas por la participación de Israel y a la falta de garantías dictadas por el gobierno, anunciando además que «lo antes posible» daría a conocer la nueva sede. Perú, Argentina y Catar mostraron interés de albergar el evento, sin embargo, el 30 de marzo, Argentina se convirtió en el primer y único país en presentar una candidatura oficial para albergar el torneo.
El 17 de abril la FIFA confirma como sede del campeonato a Argentina en reemplazo del país asiático, a su vez que confirmó que la selección argentina participaría del mismo en calidad de país anfitrión. Así, Argentina pasó a ser, junto con Australia, los únicos dos países en albergar dos veces la Copa Mundial Sub-20 (la anterior había sido en 2001).

## Sedes
El torneo se desarrolló en cuatro estadios ubicados en las ciudades de La Plata, Mendoza, Santiago del Estero y San Juan. La final se disputó en el estadio Único Diego Armando Maradona de la ciudad de La Plata.
| Argentina                   | Argentina                                     | Argentina                         |
| La Plata                    | La Plata Mendoza Santiago del Estero San Juan | San Juan                          |
| --------------------------- | --------------------------------------------- | --------------------------------- |
| Estadio Ciudad de La Plata  | La Plata Mendoza Santiago del Estero San Juan | Estadio San Juan del Bicentenario |
| Capacidad: 53 000           | La Plata Mendoza Santiago del Estero San Juan | Capacidad: 25 286                 |
|                             | La Plata Mendoza Santiago del Estero San Juan |                                   |
| Mendoza                     | La Plata Mendoza Santiago del Estero San Juan | Santiago del Estero               |
| Estadio Malvinas Argentinas | La Plata Mendoza Santiago del Estero San Juan | Estadio Único Madre de Ciudades   |
| Capacidad: 42 500           | La Plata Mendoza Santiago del Estero San Juan | Capacidad: 30 000                 |
|                             | La Plata Mendoza Santiago del Estero San Juan |                                   |

## Árbitros
La lista de árbitros fue confirmada el 20 de abril de 2023.
Inicialmente, el árbitro suizo Sandro Schärer fue seleccionado para participar en el torneo, pero debido a una lesión fue remplazado por el árbitro español José María Sánchez Martínez y sus asistentes.
| Confederación | Árbitro                     | Asistentes                                          | Asistentes de video                                                                    | Árbitro de apoyo |
| ------------- | --------------------------- | --------------------------------------------------- | -------------------------------------------------------------------------------------- | ---------------- |
| AFC           | Yusuke Araki                | Jun Mihara Takumi Takagi                            | Ahmed Darwish Kim Jong-hyeok Sivakorn Pu-udom                                          | Ahmad Al-Ali     |
| AFC           | Mohammed Al-Hoaish          | Khalaf Al-Shammari Yasir Al-Sultan                  | Ahmed Darwish Kim Jong-hyeok Sivakorn Pu-udom                                          | Ahmad Al-Ali     |
| AFC           | Salman Falahi               | Ramzan Al-Naemi Majid Ash-Shammari                  | Ahmed Darwish Kim Jong-hyeok Sivakorn Pu-udom                                          | Ahmad Al-Ali     |
| CAF           | Mohamed Marouf              | Zakaria Brinsi Abbes Zerhouni                       | Hamza El-Fariq Umar El-Shinawi                                                         | Abdelaziz Bouh   |
| CAF           | Abongile Tom                | Ivanildo de Oliveira Abelmiro dos Reis              | Hamza El-Fariq Umar El-Shinawi                                                         | Abdelaziz Bouh   |
| CAF           | Issa Sy                     | Nouha Bangoura Adou Désiré                          | Hamza El-Fariq Umar El-Shinawi                                                         | Abdelaziz Bouh   |
| Concacaf      | Marco Ortiz                 | Enrique Bustos Jorge Sánchez                        | Adonai Escobedo Tatiana Guzmán Timothy Ford                                            | Bryan López      |
| Concacaf      | Juan Gabriel Calderón       | William Arrieta Henry Pupiro                        | Adonai Escobedo Tatiana Guzmán Timothy Ford                                            | Bryan López      |
| Concacaf      | Oshane Nation               | Ojay Duhaney Jassett Kerr-Wilson                    | Adonai Escobedo Tatiana Guzmán Timothy Ford                                            | Bryan López      |
| Conmebol      | Ramon Abatti                | Rafael da Silva Guilherme Dias                      | Germán Delfino Rodolpho Toski Juan Lara Carlos Orbe                                    | Yender Herrera   |
| Conmebol      | Piero Maza                  | Claudio Urrutia Alejandro Molina                    | Germán Delfino Rodolpho Toski Juan Lara Carlos Orbe                                    | Yender Herrera   |
| Conmebol      | Jhon Ospina                 | John León John Gallego                              | Germán Delfino Rodolpho Toski Juan Lara Carlos Orbe                                    | Yender Herrera   |
| Conmebol      | Yael Falcón Pérez           | Maximiliano del Yesso Facundo Rodríguez             | Germán Delfino Rodolpho Toski Juan Lara Carlos Orbe                                    | Yender Herrera   |
| OFC           | Campbell-Kirk Kawana-Waugh  | Folio Moeaki Bernard Mutukera                       |                                                                                        | Veer Singh       |
| UEFA          | François Letexier           | Cyril Mugnier Mehdi Rahmouni                        | Luis Godinho Dennis Higler Aleandro Di Paolo Willy Delajod Guillermo Cuadra Fedayi San | Donatas Rumšas   |
| UEFA          | Serdar Gözübüyük            | Erwin Zeinstra Johan Balder                         | Luis Godinho Dennis Higler Aleandro Di Paolo Willy Delajod Guillermo Cuadra Fedayi San | Donatas Rumšas   |
| UEFA          | José María Sánchez Martínez | Raúl Cabañero Martínez Iñigo Prieto López de Ceraín | Luis Godinho Dennis Higler Aleandro Di Paolo Willy Delajod Guillermo Cuadra Fedayi San | Donatas Rumšas   |
| UEFA          | Glenn Nyberg                | Mahbod Beigi Andreas Söderkvist                     | Luis Godinho Dennis Higler Aleandro Di Paolo Willy Delajod Guillermo Cuadra Fedayi San | Donatas Rumšas   |
| UEFA          | Halil Umut Meler            | Mustafa Eyisoy Kerem Ersoy                          | Luis Godinho Dennis Higler Aleandro Di Paolo Willy Delajod Guillermo Cuadra Fedayi San | Donatas Rumšas   |

## Equipos participantes
Un total de 24 equipos proveniente de las seis confederaciones clasificaron para el torneo. La mayor ausencia fue el campeón de la edición anterior, Ucrania, que no pudo defender su título al no clasificar a la fase de grupos del Campeonato Europeo de la UEFA Sub-19 2022, además de las ausencias de Portugal, México y Alemania, equipos que participaron en sucesivas ediciones.
República Dominicana e Israel hicieron su debut en la competición. En el caso del país caribeño, se trató de su primera clasificación en la historia, a cualquier torneo FIFA. Por el lado de Israel, habiéndose clasificado a la Copa Mundial de Mayores en 1970 a través de la clasificación de Asia, este será el primer torneo FIFA, en el cual Israel se clasificó como representante de la confederación de Europa.
Argentina, máximo ganador histórico de la competición, originalmente había fallado en la clasificación al ser eliminado en primera ronda en el Campeonato Sudamericano Sub-20 2023. Sin embargo, logró clasificar al torneo en su condición de nuevo país anfitrión luego de la descalificación de Indonesia.
En cursiva, los equipos debutantes en la Copa Mundial de Fútbol Sub-20.
| Clasificatorias | Clasificatorias | Clasificatorias | Clasificatorias | Clasificatorias | Clasificatorias |
| --------------- | --------------- | --------------- | --------------- | --------------- | --------------- |
| AFC             | CAF             | Concacaf        | Conmebol        | OFC             | UEFA            |

| Argentina     | Estados Unidos | Inglaterra | Nueva Zelanda        |
| Brasil        | Fiyi           | Irak       | República Dominicana |
| Colombia      | Francia        | Israel     | Senegal              |
| Corea del Sur | Gambia         | Italia     | Túnez                |
| Ecuador       | Guatemala      | Japón      | Uruguay              |
| Eslovaquia    | Honduras       | Nigeria    | Uzbekistán           |

### Sorteo
El sorteo para definir los grupos del campeonato se llevó a cabo en la sede de la FIFA, en Zúrich, Suiza, el 21 de abril de 2023.
Los 24 equipos se sortearon en seis grupos de cuatro equipos, con el anfitrión Argentina colocado automáticamente en el Bombo 1 y se ubicó en la primera posición del Grupo A.
El sorteo comenzó con el anfitrión Argentina a A1, los equipos del Bombo 1 se sortearon primero, los equipos de los Bombos 2, 3 y 4 deben saltar grupos para evitar choques geográficos y no hay 2 equipos para jugar de la misma confederación, entonces el sorteo concluyó con los equipos de Bombo 4.
A partir de una clasificación definida en resultados deportivos, los 24 equipos fueron colocados en sus respectivos bombos en función de sus resultados en las últimas cinco ediciones de la Copa Mundial de Fútbol Sub-20 (torneos más recientes con mayor ponderación), con puntos de bonificación otorgados a los campeones de la confederación. Por lo tanto, la clasificación utilizada para los bombos se generó con los puntos obtenidos en los Mundiales sub-20 de 2011, 2013, 2015, 2017 y 2019, según la FIFA.
| Equipo | Equipo                | Pts Sorteo | 11  | 13  | 15  | 17  | 19   | CC    |
| Equipo | Equipo                | Pts Sorteo | 20% | 40% | 60% | 80% | 100% | 5 pts |
| ------ | --------------------- | ---------- | --- | --- | --- | --- | ---- | ----- |
| 1      | Argentina (anfitrión) | 23         | 11  | -   | 2   | 3   | 7    | -     |
| 2      | Uruguay               | 28.4       | 2   | 14  | 5   | 13  | 9    | -     |
| 3      | Estados Unidos        | 26.8       | -   | 1   | 10  | 8   | 9    | 5     |
| 4      | Francia               | 24.2       | 12  | 14  | -   | 9   | 9    | -     |
| 5      | Senegal               | 24         | -   | -   | 8   | 4   | 11   | 5     |
| 6      | Italia                | 21.8       | -   | -   | -   | 11  | 13   | -     |
| 7      | Inglaterra            | 21.6       | 3   | 2   | -   | 19  | -    | 5     |
| 8      | Corea del Sur         | 21         | 4   | 6   | -   | 6   | 13   | -     |
| 9      | Nueva Zelanda         | 18         | 2   | 0   | 4   | 4   | 7    | 5     |
| 10     | Brasil                | 16.8       | 17  | -   | 14  | -   | -    | 5     |
| 11     | Ecuador               | 15.4       | 4   | -   | -   | 2   | 13   | -     |
| 12     | Colombia              | 15         | 12  | 8   | 4   | -   | 7    | -     |
| 13     | Nigeria               | 12.4       | 12  | 6   | 6   | -   | 4    | -     |
| 14     | Uzbekistán            | 11.4       | -   | 7   | 6   | -   | -    | 5     |
| 15     | Japón                 | 8.2        | -   | -   | -   | 4   | -    | -     |
| 16     | Irak                  | 4.8        | -   | 12  | -   | -   | -    | -     |
| 17     | Honduras              | 4.2        | -   | -   | 3   | 3   | 0    | -     |
| 18     | Fiyi                  | 1.8        | -   | -   | 3   | -   | -    | -     |
| 19     | Guatemala             | 0.6        | 3   | -   | -   | -   | -    | -     |
| 20     | República Dominicana  | 0          | -   | -   | -   | -   | -    | -     |
| 21     | Gambia                | 0          | -   | -   | -   | -   | -    | -     |
| 21     | Israel                | 0          | -   | -   | -   | -   | -    | -     |
| 21     | Eslovaquia            | 0          | -   | -   | -   | -   | -    | -     |
| 21     | Túnez                 | 0          | -   | -   | -   | -   | -    | -     |

La distribución de los bombos fue la siguiente:
| Bombo 1                                                             | Bombo 2                                                        | Bombo 3                                     | Bombo 4                                                       |
| ------------------------------------------------------------------- | -------------------------------------------------------------- | ------------------------------------------- | ------------------------------------------------------------- |
| Argentina (anfitrión) Uruguay Estados Unidos Francia Senegal Italia | Inglaterra Corea del Sur Nueva Zelanda Brasil Colombia Ecuador | Nigeria Uzbekistán Japón Irak Honduras Fiyi | Guatemala República Dominicana Gambia Israel Eslovaquia Túnez |

## Fase de grupos
- Los horarios corresponden al huso horario local de Argentina: (UTC–3).

### Grupo A
| Selección     | Pts | PJ | PG | PE | PP | GF | GC | Dif |
| ------------- | --- | -- | -- | -- | -- | -- | -- | --- |
| Argentina     | 9   | 3  | 3  | 0  | 0  | 10 | 1  | 9   |
| Uzbekistán    | 4   | 3  | 1  | 1  | 1  | 5  | 4  | 1   |
| Nueva Zelanda | 4   | 3  | 1  | 1  | 1  | 3  | 7  | –4  |
| Guatemala     | 0   | 3  | 0  | 0  | 3  | 0  | 6  | –6  |

| 20 de mayo de 2023 | Guatemala | 0:1 (0:0) | Nueva Zelanda | Estadio Único Madre de Ciudades, Santiago del Estero     |                                                          |
| 15:00              |           | Reporte   | Garbett 80'   | Asistencia: 15 100 espectadores Árbitro(s): Abongile Tom | Asistencia: 15 100 espectadores Árbitro(s): Abongile Tom |

| 20 de mayo de 2023 | Argentina               | 2:1 (2:1) | Uzbekistán        | Estadio Único Madre de Ciudades, Santiago del Estero          |                                                               |
| 18:00              | Véliz 27' · Carboni 41' | Reporte   | Makhamadjonov 23' | Asistencia: 37 233 espectadores Árbitro(s): François Letexier | Asistencia: 37 233 espectadores Árbitro(s): François Letexier |

| 23 de mayo de 2023 | Uzbekistán                    | 2:2 (0:2) | Nueva Zelanda             | Estadio Único Madre de Ciudades, Santiago del Estero      |                                                           |
| 15:00              | Fayzullaev 51' · Esanov 90+3' | Reporte   | Wallace 23' · Herdman 41' | Asistencia: 12 243 espectadores Árbitro(s): Oshane Nation | Asistencia: 12 243 espectadores Árbitro(s): Oshane Nation |

| 23 de mayo de 2023 | Argentina                              | 3:0 (1:0) | Guatemala | Estadio Único Madre de Ciudades, Santiago del Estero         |                                                              |
| 18:00              | Véliz 17' · Romero 65' · Perrone 90+8' | Reporte   |           | Asistencia: 37 033 espectadores Árbitro(s): Halil Umut Meler | Asistencia: 37 033 espectadores Árbitro(s): Halil Umut Meler |

| 26 de mayo de 2023 | Uzbekistán         | 2:0 (2:0) | Guatemala | Estadio Único Madre de Ciudades, Santiago del Estero       |                                                            |
| 18:00              | Nematjonov 9', 20' | Reporte   |           | Asistencia: 15 357 espectadores Árbitro(s): Mohamed Marouf | Asistencia: 15 357 espectadores Árbitro(s): Mohamed Marouf |

| 26 de mayo de 2023 | Nueva Zelanda | 0:5 (0:3) | Argentina                                                              | Estadio San Juan del Bicentenario, San Juan               |                                                           |
| 18:00              |               | Reporte   | Puch 14' · Infantino 17' · Romero 35' · Aguirre 50' (pen.) · Véliz 87' | Asistencia: 27 836 espectadores Árbitro(s): Salman Falahi | Asistencia: 27 836 espectadores Árbitro(s): Salman Falahi |

### Grupo B
| Selección      | Pts | PJ | PG | PE | PP | GF | GC | Dif |
| -------------- | --- | -- | -- | -- | -- | -- | -- | --- |
| Estados Unidos | 9   | 3  | 3  | 0  | 0  | 6  | 0  | 6   |
| Ecuador        | 6   | 3  | 2  | 0  | 1  | 11 | 2  | 9   |
| Eslovaquia     | 3   | 3  | 1  | 0  | 2  | 5  | 4  | 1   |
| Fiyi           | 0   | 3  | 0  | 0  | 3  | 0  | 16 | -16 |

| 20 de mayo de 2023 | Estados Unidos | 1:0 (0:0) | Ecuador | Estadio San Juan del Bicentenario, San Juan               |                                                           |
| 15:00              | Gómez 90+3'    | Reporte   |         | Asistencia: 14 865 espectadores Árbitro(s): Salman Falahi | Asistencia: 14 865 espectadores Árbitro(s): Salman Falahi |

| 20 de mayo de 2023 | Fiyi | 0:4 (0:2) | Eslovaquia                                       | Estadio San Juan del Bicentenario, San Juan       |                                                   |
| 18:00              |      | Reporte   | Gaži 17' · Szolgai 25' · Gajdoš 70' · Jambor 79' | Asistencia: 9359 espectadores Árbitro(s): Issa Sy | Asistencia: 9359 espectadores Árbitro(s): Issa Sy |

| 23 de mayo de 2023 | Estados Unidos                      | 3:0 (0:0) | Fiyi | Estadio San Juan del Bicentenario, San Juan              |                                                          |
| 15:00              | Luna 66' · Cowell 88' · Wiley 90+9' | Reporte   |      | Asistencia: 8017 espectadores Árbitro(s): Mohamed Marouf | Asistencia: 8017 espectadores Árbitro(s): Mohamed Marouf |

| 23 de mayo de 2023 | Ecuador                   | 2:1 (1:1) | Eslovaquia  | Estadio San Juan del Bicentenario, San Juan                    |                                                                |
| 18:00              | Cuero 45+1' · Klinger 59' | Reporte   | Szolgai 29' | Asistencia: 13 919 espectadores Árbitro(s): Mohammed Al-Hoaish | Asistencia: 13 919 espectadores Árbitro(s): Mohammed Al-Hoaish |

| 26 de mayo de 2023 | Ecuador                                                                                                   | 9:0 (4:0) | Fiyi | Estadio Único Madre de Ciudades, Santiago del Estero   |                                                        |
| 13:00 | Páez 7' · Klinger 34' · Cuero 36', 45+6' · Minda 66', 85' · Chamba 89' · C. Zambrano 90+6' (pen.), 90+10' | Reporte   |      | Asistencia: 9958 espectadores Árbitro(s): Yusuke Araki | Asistencia: 9958 espectadores Árbitro(s): Yusuke Araki |
| El jugador ecuatoriano Kendry Páez se convirtió en el jugador más joven en anotar en una Copa Mundial Sub-20 de la FIFA con tan solo 16 años y 22 días. La selección ecuatoriana sub-20 hizo la mayor goleada en su historia en cualquier categoría. | |           |      |                                                        |                                                        |

| 26 de mayo de 2023 | Eslovaquia | 0:2 (0:1) | Estados Unidos              | Estadio San Juan del Bicentenario, San Juan              |                                                          |
| 15:00              |            | Reporte   | Cowell 38' · Tsakiris 90+6' | Asistencia: 15 059 espectadores Árbitro(s): Ramon Abatti | Asistencia: 15 059 espectadores Árbitro(s): Ramon Abatti |

### Grupo C
| Selección | Pts | PJ | PG | PE | PP | GF | GC | Dif |
| --------- | --- | -- | -- | -- | -- | -- | -- | --- |
| Colombia  | 7   | 3  | 2  | 1  | 0  | 5  | 3  | 2   |
| Israel    | 4   | 3  | 1  | 1  | 1  | 4  | 4  | 0   |
| Japón     | 3   | 3  | 1  | 0  | 2  | 3  | 4  | –1  |
| Senegal   | 2   | 3  | 0  | 2  | 1  | 2  | 3  | –1  |

| 21 de mayo de 2023 | Israel              | 1:2 (0:0) | Colombia                       | Estadio Ciudad de La Plata, La Plata                    |                                                         |
| 15:00 | Turgeman 57' (pen.) | Reporte   | Cortés 74' (pen.) · Puerta 90' | Asistencia: 7613 espectadores Árbitro(s): Juan Calderón | Asistencia: 7613 espectadores Árbitro(s): Juan Calderón |
| Debut absoluto de Israel en la Copa Mundial Sub-20 de la FIFA, además Turgeman marcó el primer gol israelí en la historia del mundial. |                     |           |                                |                                                         |                                                         |

| 21 de mayo de 2023 | Senegal | 0:1 (0:1) | Japón       | Estadio Ciudad de La Plata, La Plata                       |                                                            |
| 18:00              |         | Reporte   | Matsuki 15' | Asistencia: 8625 espectadores Árbitro(s): Serdar Gözübüyük | Asistencia: 8625 espectadores Árbitro(s): Serdar Gözübüyük |

| 24 de mayo de 2023 | Senegal     | 1:1 (0:0) | Israel               | Estadio Ciudad de La Plata, La Plata                        |                                                             |
| 15:00              | P. Diop 80' | Reporte   | B. Ndiaye 58' (a.g.) | Asistencia: 2078 espectadores Árbitro(s): Yael Falcón Pérez | Asistencia: 2078 espectadores Árbitro(s): Yael Falcón Pérez |

| 24 de mayo de 2023 | Japón      | 1:2 (1:0) | Colombia                 | Estadio Ciudad de La Plata, La Plata                       |                                                            |
| 18:00              | Yamane 30' | Reporte   | Asprilla 53' · Ángel 59' | Asistencia: 3768 espectadores Árbitro(s): Sánchez Martínez | Asistencia: 3768 espectadores Árbitro(s): Sánchez Martínez |

| 27 de mayo de 2023 | Colombia     | 1:1 (0:1) | Senegal    | Estadio Ciudad de La Plata, La Plata                         |                                                              |
| 18:00              | Cortés 90+5' | Reporte   | Camara 30' | Asistencia: 15 825 espectadores Árbitro(s): Halil Umut Meler | Asistencia: 15 825 espectadores Árbitro(s): Halil Umut Meler |

| 27 de mayo de 2023 | Japón          | 1:2 (1:0) | Israel                  | Estadio Malvinas Argentinas, Mendoza                 |                                                      |
| 18:00              | Sakamoto 45+1' | Reporte   | Navi 76' · Senior 90+2' | Asistencia: 7581 espectadores Árbitro(s): Piero Maza | Asistencia: 7581 espectadores Árbitro(s): Piero Maza |

### Grupo D
| Selección            | Pts | PJ | PG | PE | PP | GF | GC | Dif |
| -------------------- | --- | -- | -- | -- | -- | -- | -- | --- |
| Brasil               | 6   | 3  | 2  | 0  | 1  | 10 | 3  | 7   |
| Italia               | 6   | 3  | 2  | 0  | 1  | 6  | 4  | 2   |
| Nigeria              | 6   | 3  | 2  | 0  | 1  | 4  | 3  | 1   |
| República Dominicana | 0   | 3  | 0  | 0  | 3  | 1  | 11 | -10 |

| 21 de mayo de 2023 | Nigeria                             | 2:1 (1:1) | República Dominicana | Estadio Malvinas Argentinas, Mendoza                     |                                                          |
| 15:00 | De Peña 31' (a.g.) · Sam. Lawal 71' | Reporte   | Azcona 23' (pen.)    | Asistencia: 21 647 espectadores Árbitro(s): Yusuke Araki | Asistencia: 21 647 espectadores Árbitro(s): Yusuke Araki |
| Debut absoluto de República Dominicana en la Copa Mundial Sub-20 de la FIFA, además Azcona marcó el primer gol dominicano en la historia del mundial. |                                     |           |                      |                                                          |                                                          |

| 21 de mayo de 2023 | Italia                              | 3:2 (3:0) | Brasil                   | Estadio Malvinas Argentinas, Mendoza                    |                                                         |
| 18:00              | Prati 11' · Casadei 28', 35' (pen.) | Reporte   | Marcos Leonardo 72', 87' | Asistencia: 35 531 espectadores Árbitro(s): Marco Ortíz | Asistencia: 35 531 espectadores Árbitro(s): Marco Ortíz |

| 24 de mayo de 2023 | Italia | 0:2 (0:0) | Nigeria                       | Estadio Malvinas Argentinas, Mendoza                 |                                                      |
| 15:00              |        | Reporte   | Sal. Lawal 61' · Sunday 90+5' | Asistencia: 5701 espectadores Árbitro(s): Piero Maza | Asistencia: 5701 espectadores Árbitro(s): Piero Maza |

| 24 de mayo de 2023 | Brasil | 6:0 (2:0) | República Dominicana | Estadio Malvinas Argentinas, Mendoza                        |                                                             |
| 18:00              | Sávio 37' · Marcos Leonardo 38' · Jean Pedroso 57' · Giovane 82' · Marlon Gomes 90+2' · Matheus Martins 90+3' | Reporte   |                      | Asistencia: 7253 espectadores Árbitro(s): François Letexier | Asistencia: 7253 espectadores Árbitro(s): François Letexier |

| 27 de mayo de 2023 | Brasil                              | 2:0 (2:0) | Nigeria | Estadio Ciudad de La Plata, La Plata                         |                                                              |
| 15:00              | Jean Pedroso 43' · Marquinhos 45+2' | Reporte   |         | Asistencia: 29 134 espectadores Árbitro(s): Serdar Gözübüyük | Asistencia: 29 134 espectadores Árbitro(s): Serdar Gözübüyük |

| 27 de mayo de 2023 | República Dominicana | 0:3 (0:1) | Italia                           | Estadio Malvinas Argentinas, Mendoza                         |                                                              |
| 15:00              |                      | Reporte   | Casadei 19', 84' · Ambrosino 50' | Asistencia: 6709 espectadores Árbitro(s): Mohammed Al-Hoaish | Asistencia: 6709 espectadores Árbitro(s): Mohammed Al-Hoaish |

### Grupo E
| Selección  | Pts | PJ | PG | PE | PP | GF | GC | Dif |
| ---------- | --- | -- | -- | -- | -- | -- | -- | --- |
| Inglaterra | 7   | 3  | 2  | 1  | 0  | 4  | 2  | 2   |
| Uruguay    | 6   | 3  | 2  | 0  | 1  | 7  | 3  | 4   |
| Túnez      | 3   | 3  | 1  | 0  | 2  | 3  | 2  | 1   |
| Irak       | 1   | 3  | 0  | 1  | 2  | 0  | 7  | –7  |

| 22 de mayo de 2023 | Inglaterra   | 1:0 (1:0) | Túnez | Estadio Ciudad de La Plata, La Plata                   |                                                        |
| 15:00              | Scarlett 25' | Reporte   |       | Asistencia: 2765 espectadores Árbitro(s): Ramon Abatti | Asistencia: 2765 espectadores Árbitro(s): Ramon Abatti |

| 22 de mayo de 2023 | Uruguay                                                       | 4:0 (1:0) | Irak | Estadio Ciudad de La Plata, La Plata                   |                                                        |
| 18:00              | Abaldo 38' · Ferrari 48' · Hassan 62' (a.g.) · Matturro 90+2' | Reporte   |      | Asistencia: 5176 espectadores Árbitro(s): Glenn Nyberg | Asistencia: 5176 espectadores Árbitro(s): Glenn Nyberg |

| 25 de mayo de 2023 | Uruguay                         | 2:3 (0:2) | Inglaterra                                 | Estadio Ciudad de La Plata, La Plata                    |                                                         |
| 15:00              | Fr. González 49' · Abaldo 90+9' | Reporte   | Humphreys 22' · Devine 45+4' · Gyabi 90+5' | Asistencia: 27 231 espectadores Árbitro(s): Marco Ortíz | Asistencia: 27 231 espectadores Árbitro(s): Marco Ortíz |

| 25 de mayo de 2023 | Irak | 0:3 (0:0) | Túnez                                           | Estadio Ciudad de La Plata, La Plata                  |                                                       |
| 18:00              |      | Reporte   | Snana 55' · El Djebali 57' · Ghorbel 86' (pen.) | Asistencia: 8021 espectadores Árbitro(s): Jhon Ospina | Asistencia: 8021 espectadores Árbitro(s): Jhon Ospina |

| 28 de mayo de 2023 | Irak | 0:0     | Inglaterra | Estadio Ciudad de La Plata, La Plata                                   |                                                                        |
| 15:00              |      | Reporte |            | Asistencia: 12 122 espectadores Árbitro(s): Campbell-Kirk Kawana-Waugh | Asistencia: 12 122 espectadores Árbitro(s): Campbell-Kirk Kawana-Waugh |

| 28 de mayo de 2023 | Túnez | 0:1 (0:0) | Uruguay                   | Estadio Malvinas Argentinas, Mendoza                       |                                                            |
| 15:00              |       | Reporte   | Fr. González 90+3' (pen.) | Asistencia: 6497 espectadores Árbitro(s): Sánchez Martínez | Asistencia: 6497 espectadores Árbitro(s): Sánchez Martínez |

### Grupo F
| Selección     | Pts | PJ | PG | PE | PP | GF | GC | Dif |
| ------------- | --- | -- | -- | -- | -- | -- | -- | --- |
| Gambia        | 7   | 3  | 2  | 1  | 0  | 4  | 2  | 2   |
| Corea del Sur | 5   | 3  | 1  | 2  | 0  | 4  | 3  | 1   |
| Francia       | 3   | 3  | 1  | 0  | 2  | 5  | 5  | 0   |
| Honduras      | 1   | 3  | 0  | 1  | 2  | 4  | 7  | –3  |

| 22 de mayo de 2023 | Francia              | 1:2 (0:1) | Corea del Sur                         | Estadio Malvinas Argentinas, Mendoza                  |                                                       |
| 15:00              | Virginius 70' (pen.) | Reporte   | Lee Seung-won 22' · Lee Young-jun 64' | Asistencia: 2671 espectadores Árbitro(s): Jhon Ospina | Asistencia: 2671 espectadores Árbitro(s): Jhon Ospina |

| 22 de mayo de 2023 | Gambia         | 2:1 (1:1) | Honduras    | Estadio Malvinas Argentinas, Mendoza                                 |                                                                      |
| 18:00              | Bojang 1', 84' | Reporte   | Aceituno 5' | Asistencia: 3147 espectadores Árbitro(s): Campbell-Kirk Kawana-Waugh | Asistencia: 3147 espectadores Árbitro(s): Campbell-Kirk Kawana-Waugh |

| 25 de mayo de 2023 | Francia     | 1:2 (0:1) | Gambia                           | Estadio Malvinas Argentinas, Mendoza                    |                                                         |
| 15:00              | Odobert 61' | Reporte   | Zoukrou 13' (a.g.) · Sanyang 68' | Asistencia: 5314 espectadores Árbitro(s): Juan Calderón | Asistencia: 5314 espectadores Árbitro(s): Juan Calderón |

| 25 de mayo de 2023 | Corea del Sur                        | 2:2 (0:1) | Honduras                       | Estadio Malvinas Argentinas, Mendoza                   |                                                        |
| 18:00              | Kim Jong-hak 58' · Park Seung-ho 62' | Reporte   | Ruiz 22' (pen.) · Castillo 51' | Asistencia: 6851 espectadores Árbitro(s): Abongile Tom | Asistencia: 6851 espectadores Árbitro(s): Abongile Tom |

| 28 de mayo de 2023 | Honduras  | 1:3 (1:1) | Francia                           | Estadio Ciudad de La Plata, La Plata              |                                                   |
| 18:00              | Ramos 15' | Reporte   | Virginius 41', 60' · Nzouango 77' | Asistencia: 8904 espectadores Árbitro(s): Issa Sy | Asistencia: 8904 espectadores Árbitro(s): Issa Sy |

| 28 de mayo de 2023 | Corea del Sur | 0:0     | Gambia | Estadio Malvinas Argentinas, Mendoza                    |                                                         |
| 18:00              |               | Reporte |        | Asistencia: 7463 espectadores Árbitro(s): Oshane Nation | Asistencia: 7463 espectadores Árbitro(s): Oshane Nation |

### Mejores terceros
| Selección     | Gr. | Pts | PJ | PG | PE | PP | GF | GC | Dif |
| ------------- | --- | --- | -- | -- | -- | -- | -- | -- | --- |
| Nigeria       | D   | 6   | 3  | 2  | 0  | 1  | 4  | 3  | 1   |
| Nueva Zelanda | A   | 4   | 3  | 1  | 1  | 1  | 3  | 7  | –4  |
| Eslovaquia    | B   | 3   | 3  | 1  | 0  | 2  | 5  | 4  | 1   |
| Túnez         | E   | 3   | 3  | 1  | 0  | 2  | 3  | 2  | 1   |
| Francia       | F   | 3   | 3  | 1  | 0  | 2  | 5  | 5  | 0   |
| Japón         | C   | 3   | 3  | 1  | 0  | 2  | 3  | 4  | –1  |

Los emparejamientos de los octavos de final fueron definidos de la siguiente manera:
- Partido 1: 1.° del grupo B v 3.° del grupo A/C/D
- Partido 2: 2.° del grupo A v 2.° del grupo C
- Partido 3: 1.° del grupo A v 3.° del grupo C/D/E
- Partido 4: 1.° del grupo C v 3.° del grupo A/B/F
- Partido 5: 1.° del grupo D v 3.° del grupo B/E/F
- Partido 6: 2.° del grupo B v 2.° del grupo F
- Partido 7: 1.° del grupo E v 2.° del grupo D
- Partido 8: 1.° del grupo F v 2.° del grupo E

Los emparejamientos de los partidos 1, 3, 4 y 5 dependieron de quienes fueron los terceros lugares que se clasificaron a los octavos de final. La siguiente tabla muestra las diferentes opciones para definir a los rivales de los ganadores de los grupos A, B, C y D.
     – Combinación que se dio en esta edición.
| Si los 4 mejores terceros son de los grupos: | El 1.° del grupo A juega con: | El 1.° del grupo B juega con: | El 1.° del grupo C juega con: | El 1.° del grupo D juega con: |
| -------------------------------------------- | ----------------------------- | ----------------------------- | ----------------------------- | ----------------------------- |
| A, B, C y D                                  | 3.° del grupo C               | 3.° del grupo D               | 3.° del grupo A               | 3.° del grupo B               |
| A, B, C y E                                  | 3.° del grupo C               | 3.° del grupo A               | 3.° del grupo B               | 3.° del grupo E               |
| A, B, C y F                                  | 3.° del grupo C               | 3.° del grupo A               | 3.° del grupo B               | 3.° del grupo F               |
| A, B, D y E                                  | 3.° del grupo D               | 3.° del grupo A               | 3.° del grupo B               | 3.° del grupo E               |
| A, B, D y F                                  | 3.° del grupo D               | 3.° del grupo A               | 3.° del grupo B               | 3.° del grupo F               |
| A, B, E y F                                  | 3.° del grupo E               | 3.° del grupo A               | 3.° del grupo B               | 3.° del grupo F               |
| A, C, D y E                                  | 3.° del grupo C               | 3.° del grupo D               | 3.° del grupo A               | 3.° del grupo E               |
| A, C, D y F                                  | 3.° del grupo C               | 3.° del grupo D               | 3.° del grupo A               | 3.° del grupo F               |
| A, C, E y F                                  | 3.° del grupo C               | 3.° del grupo A               | 3.° del grupo F               | 3.° del grupo E               |
| A, D, E y F                                  | 3.° del grupo D               | 3.° del grupo A               | 3.° del grupo F               | 3.° del grupo E               |
| B, C, D y E                                  | 3.° del grupo C               | 3.° del grupo D               | 3.° del grupo B               | 3.° del grupo E               |
| B, C, D y F                                  | 3.° del grupo C               | 3.° del grupo D               | 3.° del grupo B               | 3.° del grupo F               |
| B, C, E y F                                  | 3.° del grupo E               | 3.° del grupo C               | 3.° del grupo B               | 3.° del grupo F               |
| B, D, E y F                                  | 3.° del grupo E               | 3.° del grupo D               | 3.° del grupo B               | 3.° del grupo F               |
| C, D, E y F                                  | 3.° del grupo C               | 3.° del grupo D               | 3.° del grupo F               | 3.° del grupo E               |

## Segunda fase

### Cuadro de desarrollo
|  | Octavos de final                 | Octavos de final                 |                                  |   | Cuartos de final             | Cuartos de final             |                        |                        | Semifinales | Semifinales |  |  | Final | Final |
|  |                                  |                                  |                                  |   |                              |                              |                        |                        |             |             |  |  |       |       |
|  | 30 de mayo – Mendoza             |                                  |                                  |   |                              |                              |                        |                        |             |             |  |  |       |       |
|  |                                  |                                  |                                  |   |                              |                              |                        |                        |             |             |  |  |       |       |
|  | Estados Unidos                   | 4                                |                                  |   |                              |                              |                        |                        |             |             |  |  |       |       |
|  | Estados Unidos                   | 4                                | 4 de junio – Santiago del Estero |   |                              |                              |                        |                        |             |             |  |  |       |       |
|  | Nueva Zelanda                    | 0                                |                                  |   |                              |                              |                        |                        |             |             |  |  |       |       |
|  | Nueva Zelanda                    | 0                                | Estados Unidos                   | 0 |                              |                              |                        |                        |             |             |  |  |       |       |
|  | 1 de junio – Santiago del Estero |                                  | Estados Unidos                   | 0 |                              |                              |                        |                        |             |             |  |  |       |       |
|  |                                  | Uruguay                          | 2                                |   |                              |                              |                        |                        |             |             |  |  |       |       |
|  | Gambia                           | Uruguay                          | 2                                | 0 |                              |                              |                        |                        |             |             |  |  |       |       |
|  | Gambia                           |                                  | 8 de junio – La Plata            | 0 |                              |                              |                        |                        |             |             |  |  |       |       |
|  | Uruguay                          | 1                                |                                  |   |                              |                              |                        |                        |             |             |  |  |       |       |
|  | Uruguay                          | 1                                | Uruguay                          | 1 |                              |                              |                        |                        |             |             |  |  |       |       |
|  | 30 de mayo – Mendoza             |                                  | Uruguay                          | 1 |                              |                              |                        |                        |             |             |  |  |       |       |
|  |                                  | Israel                           | 0                                |   |                              |                              |                        |                        |             |             |  |  |       |       |
|  | Uzbekistán                       | Israel                           | 0                                | 0 |                              |                              |                        |                        |             |             |  |  |       |       |
|  | Uzbekistán                       | 3 de junio – San Juan            |                                  | 0 |                              |                              |                        |                        |             |             |  |  |       |       |
|  | Israel                           | 1                                |                                  |   |                              |                              |                        |                        |             |             |  |  |       |       |
|  | Israel                           | 1                                | Israel (t. s.)                   | 3 |                              |                              |                        |                        |             |             |  |  |       |       |
|  | 31 de mayo – La Plata            |                                  | Israel (t. s.)                   | 3 |                              |                              |                        |                        |             |             |  |  |       |       |
|  |                                  | Brasil                           | 2                                |   |                              |                              |                        |                        |             |             |  |  |       |       |
|  | Brasil                           | Brasil                           | 2                                | 4 |                              |                              |                        |                        |             |             |  |  |       |       |
|  | Brasil                           |                                  | 11 de junio – La Plata           | 4 |                              |                              |                        |                        |             |             |  |  |       |       |
|  | Túnez                            | 1                                |                                  |   |                              |                              |                        |                        |             |             |  |  |       |       |
|  | Túnez                            | 1                                | Uruguay                          | 1 |                              |                              |                        |                        |             |             |  |  |       |       |
|  | 31 de mayo – San Juan            |                                  | Uruguay                          | 1 |                              |                              |                        |                        |             |             |  |  |       |       |
|  |                                  | Italia                           | 0                                |   |                              |                              |                        |                        |             |             |  |  |       |       |
|  | Colombia                         | Italia                           | 0                                | 5 |                              |                              |                        |                        |             |             |  |  |       |       |
|  | Colombia                         | 3 de junio – San Juan            |                                  | 5 |                              |                              |                        |                        |             |             |  |  |       |       |
|  | Eslovaquia                       | 1                                |                                  |   |                              |                              |                        |                        |             |             |  |  |       |       |
|  | Eslovaquia                       | 1                                | Colombia                         | 1 |                              |                              |                        |                        |             |             |  |  |       |       |
|  | 31 de mayo – La Plata            |                                  | Colombia                         | 1 |                              |                              |                        |                        |             |             |  |  |       |       |
|  |                                  | Italia                           | 3                                |   |                              |                              |                        |                        |             |             |  |  |       |       |
|  | Inglaterra                       | Italia                           | 3                                | 1 |                              |                              |                        |                        |             |             |  |  |       |       |
|  | Inglaterra                       |                                  | 8 de junio – La Plata            | 1 |                              |                              |                        |                        |             |             |  |  |       |       |
|  | Italia                           | 2                                |                                  |   |                              |                              |                        |                        |             |             |  |  |       |       |
|  | Italia                           | 2                                | Italia                           | 2 |                              |                              |                        |                        |             |             |  |  |       |       |
|  | 1 de junio – Santiago del Estero |                                  | Italia                           | 2 |                              |                              |                        |                        |             |             |  |  |       |       |
|  |                                  | Corea del Sur                    | 1                                |   | Partido por el tercer puesto | Partido por el tercer puesto |                        |                        |             |             |  |  |       |       |
|  | Ecuador                          | Corea del Sur                    | 1                                | 2 | Partido por el tercer puesto | Partido por el tercer puesto |                        |                        |             |             |  |  |       |       |
|  | Ecuador                          | 4 de junio – Santiago del Estero | 4 de junio – Santiago del Estero | 2 |                              |                              | 11 de junio – La Plata | 11 de junio – La Plata |             |             |  |  |       |       |
|  | Corea del Sur                    | 4 de junio – Santiago del Estero | 4 de junio – Santiago del Estero | 3 |                              |                              | 11 de junio – La Plata | 11 de junio – La Plata |             |             |  |  |       |       |
|  | Corea del Sur                    | Corea del Sur (t. s.)            | 1                                | 3 | Israel                       | 3                            |                        |                        |             |             |  |  |       |       |
|  | 31 de mayo – San Juan            | Corea del Sur (t. s.)            | 1                                |   | Israel                       | 3                            |                        |                        |             |             |  |  |       |       |
|  |                                  | Nigeria                          | 0                                |   | Corea del Sur                | 1                            |                        |                        |             |             |  |  |       |       |
|  | Argentina                        | Nigeria                          | 0                                | 0 | Corea del Sur                | 1                            |                        |                        |             |             |  |  |       |       |
|  | Argentina                        |                                  |                                  | 0 |                              |                              |                        |                        |             |             |  |  |       |       |
|  | Nigeria                          | 2                                |                                  |   |                              |                              |                        |                        |             |             |  |  |       |       |
|  | Nigeria                          | 2                                |                                  |   |                              |                              |                        |                        |             |             |  |  |       |       |

- Los horarios corresponden al huso horario local de Argentina: (UTC–3).

### Octavos de final
| 30 de mayo de 2023 | Estados Unidos                                 | 4:0 (1:0) | Nueva Zelanda | Estadio Malvinas Argentinas, Mendoza                     |                                                          |
| 14:30              | Wolff 14' · Cowell 61' · Che 75' · Pukštas 82' | Reporte   |               | Asistencia: 7848 espectadores Árbitro(s): Mohamed Marouf | Asistencia: 7848 espectadores Árbitro(s): Mohamed Marouf |

| 30 de mayo de 2023 | Uzbekistán | 0:1 (0:0) | Israel         | Estadio Malvinas Argentinas, Mendoza                          |                                                               |
| 18:00              |            | Reporte   | Khalaili 90+7' | Asistencia: 10 492 espectadores Árbitro(s): Yael Falcón Pérez | Asistencia: 10 492 espectadores Árbitro(s): Yael Falcón Pérez |

| 31 de mayo de 2023 | Brasil                                                                         | 4:1 (2:0) | Túnez          | Estadio Ciudad de La Plata, La Plata                       |                                                            |
| 14:30              | Marcos Leonardo 11' (pen.) · Andrey Santos 31', 90+10' · Matheus Martins 90+1' | Reporte   | Ghorbel 90+13' | Asistencia: 9175 espectadores Árbitro(s): Halil Umut Meler | Asistencia: 9175 espectadores Árbitro(s): Halil Umut Meler |

| 31 de mayo de 2023 | Colombia                                          | 5:1 (0:0) | Eslovaquia | Estadio San Juan del Bicentenario, San Juan                  |                                                              |
| 14:30              | Cortés 48', 90+4' · Asprilla 50' · Ángel 52', 63' | Reporte   | Jambor 87' | Asistencia: 4630 espectadores Árbitro(s): Mohammed Al-Hoaish | Asistencia: 4630 espectadores Árbitro(s): Mohammed Al-Hoaish |

| 31 de mayo de 2023 | Inglaterra | 1:2 (1:1) | Italia                           | Estadio Ciudad de La Plata, La Plata                     |                                                          |
| 18:00              | Devine 24' | Reporte   | Baldanzi 8' · Casadei 87' (pen.) | Asistencia: 12 832 espectadores Árbitro(s): Ramon Abatti | Asistencia: 12 832 espectadores Árbitro(s): Ramon Abatti |

| 31 de mayo de 2023 | Argentina | 0:2 (0:0) | Nigeria                    | Estadio San Juan del Bicentenario, San Juan              |                                                          |
| 18:00              |           | Reporte   | Muhammad 61' · Sarki 90+1' | Asistencia: 27 179 espectadores Árbitro(s): Glenn Nyberg | Asistencia: 27 179 espectadores Árbitro(s): Glenn Nyberg |

| 1 de junio de 2023 | Gambia | 0:1 (0:0) | Uruguay    | Estadio Único Madre de Ciudades, Santiago del Estero        |                                                             |
| 14:30              |        | Reporte   | Duarte 65' | Asistencia: 7644 espectadores Árbitro(s): François Letexier | Asistencia: 7644 espectadores Árbitro(s): François Letexier |

| 1 de junio de 2023 | Ecuador                         | 2:3 (1:2) | Corea del Sur                                             | Estadio Único Madre de Ciudades, Santiago del Estero      |                                                           |
| 18:00              | Cuero 36' (pen.) · González 84' | Reporte   | Lee Young-jun 11' · Bae Joon-ho 19' · Choi Seok-hyeon 48' | Asistencia: 12 492 espectadores Árbitro(s): Oshane Nation | Asistencia: 12 492 espectadores Árbitro(s): Oshane Nation |

### Cuartos de final
| 3 de junio de 2023                                                                                            | Israel                                      | 3:2 (1:1; 0:0) (t. s.) | Brasil                                       | Estadio San Juan del Bicentenario, San Juan             |                                                         |
| 14:30 | Khalaily 60' · Shibli 93' · Turgeman 105+3' | Reporte                | Marcos Leonardo 56' · Matheus Nascimento 91' | Asistencia: 1765 espectadores Árbitro(s): Juan Calderón | Asistencia: 1765 espectadores Árbitro(s): Juan Calderón |
| Clasificación histórica para cualquier seleccionado de Israel en cualquier Copa Mundial de Fútbol de la FIFA. |                                             |                        |                                              |                                                         |                                                         |

| 3 de junio de 2023 | Colombia   | 1:3 (0:2) | Italia                                   | Estadio San Juan del Bicentenario, San Juan             |                                                         |
| 18:00              | Torres 49' | Reporte   | Casadei 9' · Baldanzi 38' · Esposito 46' | Asistencia: 3167 espectadores Árbitro(s): Salman Falahi | Asistencia: 3167 espectadores Árbitro(s): Salman Falahi |

| 4 de junio de 2023 | Corea del Sur       | 1:0 (0:0; 0:0) (t. s.) | Nigeria | Estadio Único Madre de Ciudades, Santiago del Estero         |                                                              |
| 14:30              | Choi Seok-hyeon 95' | Reporte                |         | Asistencia: 10 298 espectadores Árbitro(s): Sánchez Martínez | Asistencia: 10 298 espectadores Árbitro(s): Sánchez Martínez |

| 4 de junio de 2023 | Estados Unidos | 0:2 (0:1) | Uruguay                        | Estadio Único Madre de Ciudades, Santiago del Estero         |                                                              |
| 18:00              |                | Reporte   | Duarte 21' · Wynder 56' (a.g.) | Asistencia: 18 474 espectadores Árbitro(s): Serdar Gözübüyük | Asistencia: 18 474 espectadores Árbitro(s): Serdar Gözübüyük |

### Semifinales
| 8 de junio de 2023 | Uruguay    | 1:0 (0:0) | Israel | Estadio Ciudad de La Plata, La Plata                         |                                                              |
| 14:30              | Duarte 61' | Reporte   |        | Asistencia: 27 860 espectadores Árbitro(s): Sánchez Martínez | Asistencia: 27 860 espectadores Árbitro(s): Sánchez Martínez |

| 8 de junio de 2023 | Italia                    | 2:1 (1:1) | Corea del Sur            | Estadio Ciudad de La Plata, La Plata                          |                                                               |
| 18:00              | Casadei 14' · Pafundi 86' | Reporte   | Lee Seung-won 23' (pen.) | Asistencia: 20 998 espectadores Árbitro(s): Yael Falcón Pérez | Asistencia: 20 998 espectadores Árbitro(s): Yael Falcón Pérez |

### Partido por el tercer puesto
| 11 de junio de 2023 | Israel                                   | 3:1 (1:1) | Corea del Sur            | Estadio Ciudad de La Plata, La Plata                     |                                                          |
| 14:30               | Binyamin 19' · Senior 76' · Khalaily 85' | Reporte   | Lee Seung-won 24' (pen.) | Asistencia: 15 327 espectadores Árbitro(s): Ramon Abatti | Asistencia: 15 327 espectadores Árbitro(s): Ramon Abatti |

### Final
| 11 de junio de 2023 | Uruguay          | 1:0 (0:0) | Italia | Estadio Ciudad de La Plata, La Plata                     |                                                          |
| 18:00               | L. Rodríguez 85' | Reporte   |        | Asistencia: 38 297 espectadores Árbitro(s): Glenn Nyberg | Asistencia: 38 297 espectadores Árbitro(s): Glenn Nyberg |

|                             |
| Bandera de Uruguay          |
| Campeón Uruguay 1.er título |

## Estadísticas

### Tabla general

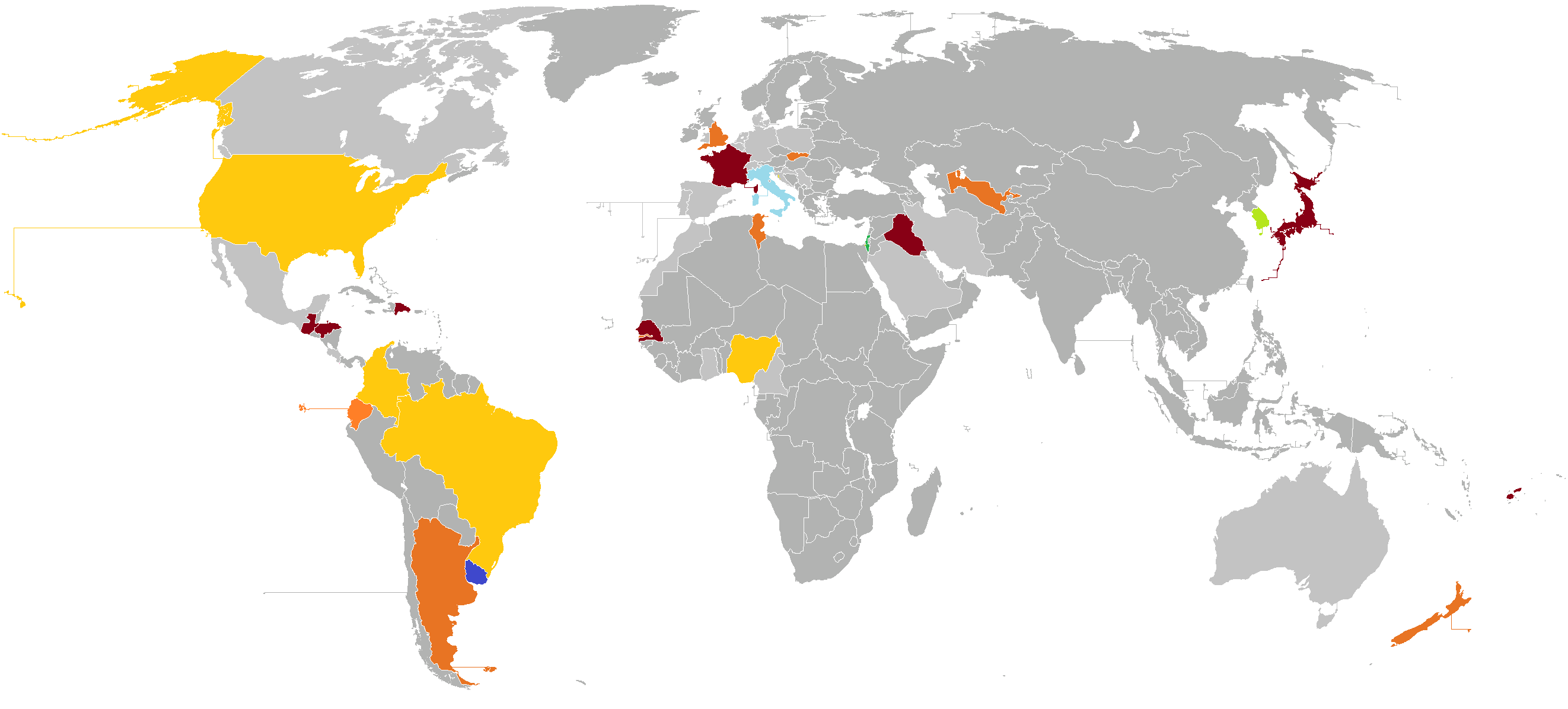
Mapa según los resultados del torneo.

| Pos. | Equipo               | Pts. | PJ | PG | PE | PP | GF | GC | Dif. | Rend.   |
| ---- | -------------------- | ---- | -- | -- | -- | -- | -- | -- | ---- | ------- |
| 1    | Uruguay              | 18   | 7  | 6  | 0  | 1  | 12 | 3  | 9    | 85.71 % |
| 2    | Italia               | 15   | 7  | 5  | 0  | 2  | 13 | 8  | 5    | 71.43 % |
| 3    | Israel               | 13   | 7  | 4  | 1  | 2  | 11 | 8  | 3    | 61.90 % |
| 4    | Corea del Sur        | 11   | 7  | 3  | 2  | 2  | 10 | 10 | 0    | 52.38 % |
| 5    | Estados Unidos       | 12   | 5  | 4  | 0  | 1  | 10 | 2  | 8    | 80 %    |
| 6    | Colombia             | 10   | 5  | 3  | 1  | 1  | 11 | 7  | 4    | 66.67 % |
| 7    | Brasil               | 9    | 5  | 3  | 0  | 2  | 16 | 7  | 9    | 60 %    |
| 8    | Nigeria              | 9    | 5  | 3  | 0  | 2  | 6  | 4  | 2    | 60 %    |
| 9    | Argentina            | 9    | 4  | 3  | 0  | 1  | 10 | 3  | 7    | 75 %    |
| 10   | Inglaterra           | 7    | 4  | 2  | 1  | 1  | 5  | 4  | 1    | 58.33 % |
| 11   | Gambia               | 7    | 4  | 2  | 1  | 1  | 4  | 3  | 1    | 58.33 % |
| 12   | Ecuador              | 6    | 4  | 2  | 0  | 2  | 13 | 5  | 8    | 50 %    |
| 13   | Uzbekistán           | 4    | 4  | 1  | 1  | 2  | 5  | 5  | 0    | 33.33 % |
| 14   | Nueva Zelanda        | 4    | 4  | 1  | 1  | 2  | 3  | 11 | –8   | 33.33 % |
| 15   | Túnez                | 3    | 4  | 1  | 0  | 3  | 4  | 6  | –2   | 25 %    |
| 16   | Eslovaquia           | 3    | 4  | 1  | 0  | 3  | 6  | 9  | –3   | 25 %    |
| 17   | Francia              | 3    | 3  | 1  | 0  | 2  | 5  | 5  | 0    | 33.33 % |
| 18   | Japón                | 3    | 3  | 1  | 0  | 2  | 3  | 4  | –1   | 33.33 % |
| 19   | Senegal              | 2    | 3  | 0  | 2  | 1  | 2  | 3  | –1   | 22.22 % |
| 20   | Honduras             | 1    | 3  | 0  | 1  | 2  | 4  | 7  | –3   | 11.11 % |
| 21   | Irak                 | 1    | 3  | 0  | 1  | 2  | 0  | 7  | –7   | 11.11 % |
| 22   | Guatemala            | 0    | 3  | 0  | 0  | 3  | 0  | 6  | –6   | 0 %     |
| 23   | República Dominicana | 0    | 3  | 0  | 0  | 3  | 1  | 11 | -10  | 0 %     |
| 24   | Fiyi                 | 0    | 3  | 0  | 0  | 3  | 0  | 16 | -16  | 0 %     |

### Goleadores
| Jugador         | Selección      | Goles |
| --------------- | -------------- | ----- |
| Cesare Casadei  | Italia         | 7     |
| Marcos Leonardo | Brasil         | 5     |
| Óscar Cortés    | Colombia       | 4     |
| Justin Cuero    | Ecuador        | 4     |
| Lee Seung-won   | Corea del Sur  | 3     |
| Anan Khalaily   | Israel         | 3     |
| Cade Cowell     | Estados Unidos | 3     |
| Alan Virginius  | Francia        | 3     |
| Alejo Véliz     | Argentina      | 3     |
| Tomás Ángel     | Colombia       | 3     |
| Anderson Duarte | Uruguay        | 3     |

## Premios y reconocimientos

### Bota de Oro
La Bota de Oro se entrega al goleador del torneo.
| Premio         |                | Jugador         | Selección | Goles |
| -------------- | -------------- | --------------- | --------- | ----- |
| Bota de Oro    | Bota de Oro    | Cesare Casadei  | Italia    | 7     |
| Bota de Plata  |                | Marcos Leonardo | Brasil    | 5     |
| Bota de Bronce | Bota de Bronce | Óscar Cortés    | Colombia  | 4     |

### Balón de Oro
El Balón de Oro es para el mejor futbolista del torneo.
| Premio          |                 | Jugador        | Selección     |
| --------------- | --------------- | -------------- | ------------- |
| Balón de Oro    | Balón de Oro    | Cesare Casadei | Italia        |
| Balón de Plata  | Balón de Plata  | Alan Matturro  | Uruguay       |
| Balón de Bronce | Balón de Bronce | Lee Seung-won  | Corea del Sur |

### Guante de Oro
El Guante de Oro es para el mejor arquero del torneo.
| Premio        |               | Jugador                | Selección |
| ------------- | ------------- | ---------------------- | --------- |
| Guante de Oro | Guante de Oro | Sebastiano Desplanches | Italia    |

### Premio Fair Play
El Premio Fair Play de la FIFA distingue al equipo con el mejor registro disciplinario de la competición.
| Selección      |
| Estados Unidos |
| -------------- |